# 艾里甫与赛乃姆
艾里甫与赛乃姆（維吾爾語：غېرىب-سەنەم‎），是维吾尔族民间爱情叙事长诗，后被改编为歌剧、电影。

## 诗歌
叙事长诗《艾里甫与赛乃姆》的情节是，国王阿巴斯之女赛乃姆，和丞相艾山之子艾里甫经二人的父亲指腹为婚。二人自幼青梅竹马，长大后成为同窗，产生了爱情。后来国王悔婚，艾里甫潜入宫庭当园丁。后经好心人帮助，携赛乃姆私奔。
《艾里甫与赛乃姆》在民间有多种异本。其中以哈吉·玉素甫1873年、1874年在喀什的抄本较完整，该手抄本100页，抄录1500行共68首诗（歌）。此外，新疆维吾尔自治区博物馆、新疆大学、新疆社会科学院等单位的图书馆还收藏若干种石印本。《艾里甫与赛乃姆》在中亚广泛流传，在中国新疆以及在乌孜别克人、土库曼人、阿塞拜疆人、卡拉卡尔帕克人、土耳其人等民族中都有若干变体。诸多异本和变体中，情节从阿巴斯国王的家庭生活展开。在长诗中，阿巴斯国王先被描绘为刚愎自用，后来幡然悔悟，从而表达了民众渴望的“公正君王”的理想。“公正君王”的理想是15、16世纪维吾尔文学中的传统主题之一。
《艾里甫与赛乃姆》按照维吾尔民间长诗的传统，以韵文、散文交替构成，音乐性强。维吾尔“十二木卡姆”也被用于《艾里甫和赛乃姆》中。长诗中有将近50个双行是用“十二木卡姆”曲调吟唱。

## 歌剧
根据叙事长诗《艾里甫与赛乃姆》改编的同名歌剧是历史上首部成熟的维吾尔歌剧。产生于1937年初（一说1934年）。由伊犁维吾尔文化促进会艺术社首演。维吾尔歌剧最早兴起于伊犁，因为伊犁受苏联文化影响早，出现一批编剧、导演、舞美、演员；丰富并具有特色的伊犁木卡姆、伊犁民歌培养了一批演奏家和音乐创作者。
《艾里甫与赛乃姆》原先采用以达斯坦弹唱为载体的叙事长诗形式在维吾尔民间流传，被列为维吾尔“十大爱情达斯坦”之首。伊犁的肉孜·艾则木（因善弹弹布尔被称为“肉孜弹布尔”）等民间艺人在家庭“麦西来甫”和茶馆、餐馆、理发馆中常弹唱《艾里甫与赛乃姆》。伊犁维吾尔文化促进会负责人买买提依明·海勒帕特阿吉建议伊犁维吾尔文化促进会艺术社的孜牙·赛买提、哈斯木江·坎比里与肉孜弹布尔用十二木卡姆中达斯坦部分的音乐，将该故事改编为歌剧演出。首演的《艾里甫与赛乃姆》由孜牙·赛买提编剧，根据15世纪维吾尔诗人玉素甫阿吉在民间故事基础上创作的同名达斯坦改编，肉孜弹布尔、则克力·艾里帕塔等人编曲，加拉里丁·叶克亚热导演，哈斯木江·坎比里饰演艾里甫，热孜娅·哈尼姆饰演赛乃姆。孜牙·赛买提的该演出本共四幕五场。1937年底，祖农·哈迪尔将原先的剧本改为九幕十场，添加了狩猎和艾里甫与赛乃姆年轻时同窗学习的场景，演出全剧需两个晚上，后来又改为七场，在一个晚上演完。
1937年初，该剧目在伊宁建成不久的维、哈、柯俱乐部公演，引起轰动，不仅在伊犁各地长演，且迅速被各地的维吾尔文化促进会艺术社学演。1941年，喀什专区维吾尔文化促进会艺术社演出了孜牙·赛买提编创的《艾里甫与赛乃姆》，导演阿不力孜·阿吉，音乐设计买合买江，阿不力孜·阿吉饰艾里甫，塔吉尼莎汗饰赛乃姆。阿克苏专区维吾尔文化促进会艺术社1943年演出了孜牙·赛买提编创的《艾里甫与赛乃姆》，黎·穆塔里甫导演，玉素甫·阿洪、黎·穆塔里甫作曲，阿吾提·巴克饰艾里甫，阿依木尼莎·苏尼亚木饰赛乃姆。迪化维吾尔文化促进会艺术社1939年演出了孜牙·赛买提编创的《艾里甫与赛乃姆》，哈斯木江·坎比里，斯拉吉丁·则帕尔饰艾里甫，帕旦木汗饰演赛乃姆，演出20多场，1946年再次公演。
中华人民共和国成立后，1950年代，库车县文工团（1954年）、和田专区文工团（1953年）、新和县文工团、阿克苏专区文工团、伊犁哈萨克自治州文工团（1955年）等剧团都曾排演过《艾里甫与赛乃姆》。1954年5月，新疆省文艺工作团演出了孜牙·赛买提编创的《艾里甫与赛乃姆》，斯拉吉丁·则帕尔导演，阿不都热依木·艾合买提饰艾里甫，祖农克孜、阿依夏木·克里木饰赛乃姆，帕坦木·热衣丁饰阿合奇阿娜，阿不力孜阿吉饰国王，奴尔买买提· 米克拉尤夫饰阿不都拉夏特尔。1956年10月至1957年，新疆歌舞话剧团演出孜牙·赛买提编创的《艾里甫与赛乃姆》，导演李纯信、木明·艾克拜尔，编曲则克力·艾里帕塔、阿不力孜汗·马木提、玉山江·加米、吐尔逊·力提甫。卡斯木江·艾沙、牙可夫·阿不力孜饰艾里甫，祖农克孜、阿依夏木·克里木饰赛乃姆，艾买提·吾买尔饰加拉里丁教师，吐兰·艾合买提饰管花妇女，玛丽亚姆·达达汗饰艾里甫之母，布景设计梅凤禹，装置马木提汗，共演出150余场。

## 电影
1981年，天山电影制片厂在长诗的基础上改编拍摄了彩色故事片《艾里甫与赛乃姆》。该片由傅杰导演，买买提祖农·司马依、布维古丽、阿布里米提·沙迪克、努力曼·阿不力孜、买买提·依不拉音江、阿不都热合曼·艾力等主演。